# Succo di ossicocco

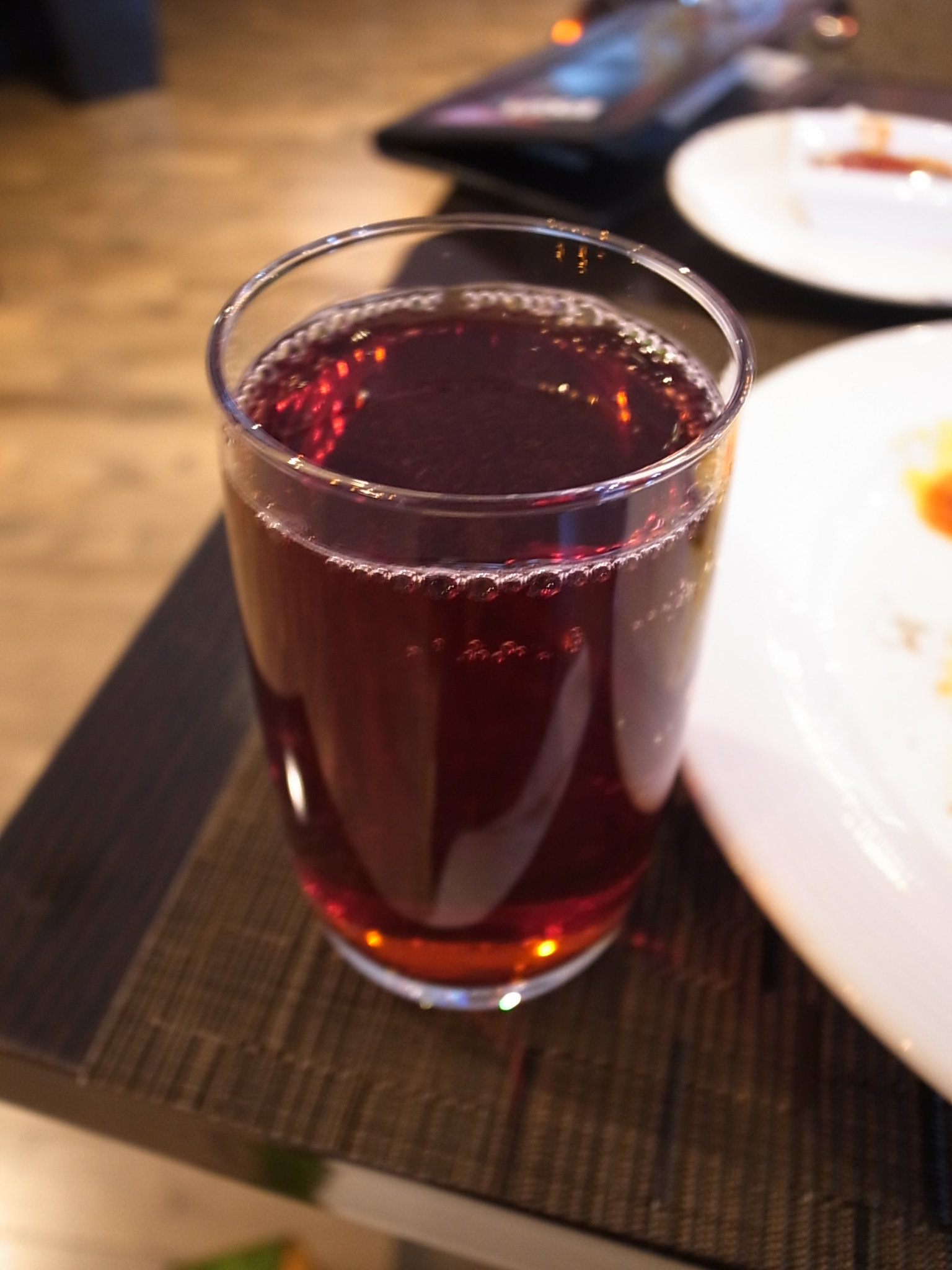
Un bicchiere di succo di ossicocco o mirtillo rosso

Il succo di ossicocco, o succo di cranberry, è un nettare ottenuto dalla lavorazione dell'ossicocco, ovvero del frutto delle piante del sottogenere Oxycoccus.
Può essere consumato direttamente o utilizzato come ingrediente in varie ricette e cocktail.

## Prodotto
Il succo di cranberry è un liquido rosso, piuttosto limpido, dal sapore agrodolce. Il mirtillo rosso americano è infatti un frutto molto aspro e amarognolo, perciò raramente viene usato come unico ingrediente, ma più comunemente viene lavorato con acqua e zucchero in modo da mitigare il sapore brusco. Il frutto da spremere può essere fresco, congelato o reidratato
Il succo di cranberry è un alimento acido (pH 2,5) , ricco di vitamine (in particolare B3 C) e sali minerali
.

## Uso
Il succo di cranberry è utilizzato principalmente come ingrediente in alcune ricette; è noto soprattutto come ingrediente di alcuni cocktail internazionali, come il Cosmopolitan o il Sex on the Beach, ed è l'elemento distintivo, insieme alla vodka, della famiglia dei Cape Codder. Il suo uso come alimento indipendente è principalmente relegato al Nord America.